# Elíni Dimoútsos
Elíni Dimoútsos (en grec : Ελίνι Δημούτσος), né le 18 juin 1988 à Lushnjë (Albanie), est un footballeur grec, jouant pour le club de l'Atromitos, au poste de milieu de terrain. Il a été formé au Panathinaïkos.
C'est un joueur polyvalent, qui peut évoluer sur le côté droit, au centre ou en position de milieu défensif.
Il faisait partie de la sélection grecque des -19 ans, finaliste du championnat d'Europe en 2007.